# 1109
Năm 1109 là một năm trong lịch Julius.